# 马宗荣
马宗荣（1896年—1944年），字继华，男，贵州贵筑人，中国社会教育家、图书馆学家，曾任中央民众教育馆馆长。